# Gobiomorphus
Gobiomorphus is een geslacht van straalvinnige vissen uit de familie van de slaapgrondels (Eleotridae).

## Soorten
- Gobiomorphus australis (Krefft, 1864)
- Gobiomorphus cotidianus McDowall, 1975
- Gobiomorphus gobioides (Valenciennes, 1837)
- Gobiomorphus hubbsi (Stokell, 1959)
- Gobiomorphus huttoni (Ogilby, 1894)
- Gobiomorphus alpinus Stokell, 1962
- Gobiomorphus basalis (Gray, 1842)
- Gobiomorphus breviceps (Stokell, 1939)
- Gobiomorphus coxii (Krefft, 1864)